# Prisma triangolare

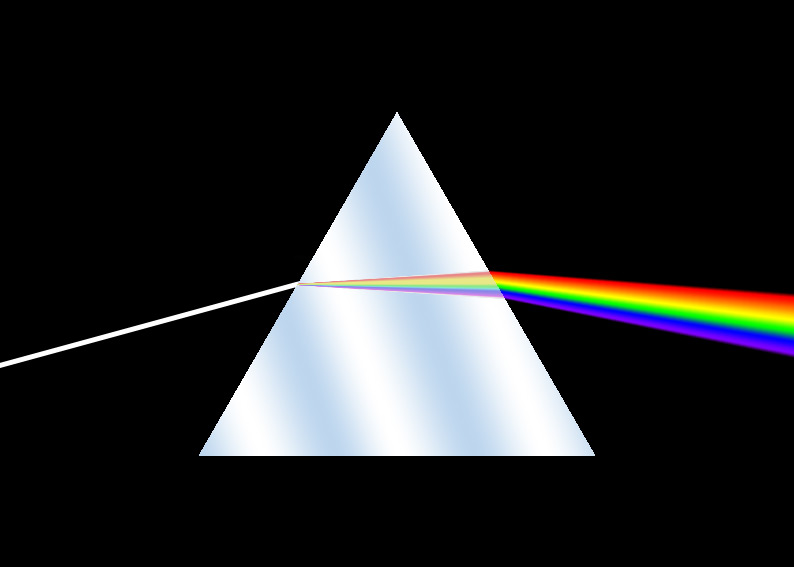
Raffigurazione di un prisma triangolare e della dispersione di un fascio luminoso nelle sue componenti spettrali.

In ottica un prisma triangolare è un particolare tipo di prisma ottico, avente la forma di un prisma a base triangolare. Storicamente il prisma a base triangolare rivestì grande importanza nella ricerca scientifica in campo ottico. I prismi triangolari sono impiegati in laboratorio per due scopi distinti:
- separare la luce nelle sue componenti spettrali: la dispersione del fascio luminoso incidente su una faccia del prisma avviene perché l'angolo di rifrazione dipende dall'indice di rifrazione, che dipende a sua volta dalla lunghezza d'onda;
- misurare l'indice di rifrazione del materiale di cui il prisma è fatto. In una tale misura il prisma, posto al centro del supporto rotante di uno spettrometro, è ruotato in modo che il raggio rifratto si trovi in condizione di deviazione minima. L'indice di rifrazione può essere quindi calcolato conoscendo l'angolo al vertice del prisma e l'angolo di deviazione minima.

L'angolo alla sommità del prisma (l'angolo al vertice, in alto nella figura) può essere scelto così da influenzare le caratteristiche di dispersione: tipicamente in modo tale che sia il raggio incidente che quello rifratto colpiscano la superficie, approssimativamente, con un angolo detto "di Brewster", per minimizzare le perdite nella riflessione. Un esempio in tal senso è il prisma compressore per la generazione di impulsi laser ultra veloci. 

## Metodo per la misura dell'indice di rifrazione di un prisma
Un tipico esperimento di ottica, fondamentale nella storia della fisica e di grande rilevanza accademica, è quello che ha come obiettivo la determinazione dell'indice di rifrazione di un prisma in funzione delle lunghezze d'onda di alcune righe dello spettro di una sorgente luminosa scelta. Ciò viene conseguito per mezzo di uno spettrometro a prisma, sfruttando i fenomeni di riflessione e rifrazione della luce della sorgente.

### Apparato sperimentale
I materiali tipicamente utilizzati sono un prisma a base triangolare (ad esempio di vetro), una sorgente luminosa (ad esempio una lampada a vapori di mercurio) e uno spettrometro, tipicamente costituito da:
- un collimatore fisso, attraverso cui la luce entra nello spettrometro, del quale sono generalmente regolabili la larghezza della fenditura e la distanza che separa questa dalla lente, di modo, rispettivamente, da regolare la quantità di luce in ingresso e da ottenere un fascio luminoso parallelo incidente sul prisma, condizione necessaria per la misura;
- una scala graduata angolare fissa;
- un cannocchiale mobile, ancorato ad una piattaforma rotante, tipicamente dotato di viti per regolare la distanza di obiettivo e oculare con reticolo per la messa a fuoco e per la messa a fuoco del crocifilo. La piattaforma può essere munita di un nonio per una migliore precisione della misura della posizione angolare;
- una piattaforma rotante superiore (sulla quale sarà appoggiato il prisma), munita di viti che permettono la messa in bolla, generalmente dotata anch’essa di un nonio.

### Modello teorico
Dato un raggio incidente sul prisma, esso viene rifratto formando un certo angolo {\displaystyle \delta } con la direzione del raggio incidente (vedi Figura 2). Ruotando il prisma nel verso di riduzione dell’angolo di deviazione dei due raggi, viene raggiunto un punto di inversione del moto dato il quale, se si continuasse a ruotare il prisma nel medesimo verso, l’angolo di deviazione aumenterebbe.
L’angolo al quale avviene tale inversione del moto è detto di deviazione minima {\displaystyle \delta _{\min }}, ovvero il minimo angolo possibile tra il raggio rifratto dal prisma e il raggio incidente. È possibile dimostrare la seguente relazione, la quale lega l’indice di rifrazione {\displaystyle n} all’angolo di deviazione minima e all’angolo al vertice del prisma {\displaystyle \alpha }:
{\displaystyle n(\lambda )={\frac {\sin {\frac {\alpha +\delta _{\min }}{2}}}{\sin {\frac {\alpha }{2}}}}}
```
Equazione 1
: relazione che lega l’indice di rifrazione all’angolo di deviazione minima e all’angolo al vertice del prisma.
```

L’indice di rifrazione dipende dalle caratteristiche dei due mezzi (aria e vetro) e dalla lunghezza d’onda {\displaystyle \lambda } della luce rifratta (l’angolo di deviazione minima varia anch’esso con la lunghezza d’onda, ovvero è differente per ogni riga dello spettro della sorgente in esame). Si dimostra inoltre l’esistenza di una condizione limite dell’angolo al vertice affinché il raggio incidente venga effettivamente rifratto (e non totalmente riflesso): {\textstyle \sin {\frac {\alpha }{2}}<{\frac {1}{n}}}. Condizione, quest’ultima, per cui non è possibile utilizzare qualsiasi prisma nell’esperimento in laboratorio.

### Procedura sperimentale
Prima dell’esecuzione dell’esperimento è necessario far sì che il collimatore emetta raggi paralleli: occorre anzitutto regolare il cannocchiale con messa a fuoco all’infinito (è sufficiente, con buona approssimazione, visualizzare edifici lontani 15-20 metri), in seguito il cannocchiale è posto in prossimità del collimatore, la cui lente è posizionata affinché l'immagine nell'oculare risulti nitida. È inoltre necessario verificare la messa in bolla della piattaforma superiore. La regolazione del cannocchiale d’ora innanzi non sarà più modificata.  L’esperimento si suddivide in due fasi successive:
1. Misura dell’angolo al vertice del prisma {\displaystyle \alpha }, sfruttando la luce riflessa da due diverse facce del prisma. Con il cannocchiale posizionato in modo che formi un angolo acuto col collimatore, si ruota la piattaforma del prisma così da vedere al centro del crocifilo il fascio riflesso da una delle facce (detta 𝐴𝐵, vedi Figura 2), ed è letta sulla scala graduta la posizione angolare {\displaystyle \theta _{1}}. Sbloccando la piattaforma e ruotando il prisma con la vite micrometrica, di modo che la faccia adiacente (detta 𝐴𝐶) venga riflessa esattamente al centro del crocifilo, è letta la posizione angolare {\displaystyle \theta _{2}}. Fra l’angolo al vertice del prisma e l’angolo {\displaystyle \Delta \theta =\theta _{2}-\theta _{1}} di rotazione del prisma sussiste la relazione: {\displaystyle \alpha =180^{\circ }-\Delta \theta }. Va notato che la lettura della prima posizione angolare, la rotazione del prisma e infine la ricentratura della seconda faccia avvengono senza muovere il cannocchiale.
2. Misura dell’angolo di deviazione minima per raggi di luce a diverse lunghezze d’onda {\displaystyle \delta {_{\min }}(\lambda )}, sfruttando la rifrazione. Rimosso il prisma dalla piattaforma, di modo che la luce incida direttamente sul cannocchiale, si centra il fascio nel crocifilo, e viene quindi lettala posizione angolare del cannocchiale {\displaystyle \theta _{0}}, di riferimento per tutte le misure dell’angolo di deviazione minima. Rimontato il prisma e identificata una posizione di rifrazione, caratterizzata dalla presenza delle righe di emissione, si ruota il cannocchiale in modo da visualizzarle, regolando eventualmente la larghezza della fenditura per una migliore visibilità, e, ruotando la piattaforma del prisma, si identifica il punto di inversione del moto di una delle righe, centrata infine nel crocifilo . Con lo stesso nonio utilizzato per la misura di {\displaystyle \theta _{0}} si segna la posizione angolare {\displaystyle \theta _{\lambda }} del punto di inversione del moto per quella particolare riga. È possibile dimostrare che l’angolo di deviazione minima dipende dall’angolo di incidenza relativo all’angolo di deviazione minima {\displaystyle {\hat {i}}_{\delta _{\min }}} secondo la relazione: {\displaystyle \delta _{\min }=2{\displaystyle {\hat {i}}_{\delta _{\min }}}-\alpha }, dalla quale si conclude che, poiché {\displaystyle \delta _{\min }} (e quindi anche {\displaystyle {\hat {i}}_{\delta _{\min }}}) dipende dalla lunghezza d’onda {\displaystyle \lambda }, per ciascuna delle righe dello spettro è necessario ruotare il prisma per identificare il corrispettivo punto di inversione del moto. Le operazioni descritte, inclusa la ricerca della condizione di deviazione minima, vengono ripetute per ciascuna delle righe in esame dello spettro di emissione della sorgente luminosa. L’angolo di deviazione minima (per le diverse lunghezze d’onda) è infine ottenuto come {\displaystyle \delta {_{\min }}(\lambda )=\theta _{\lambda }-\theta _{0}}.

Dai risultati ottenuti per l’angolo al vertice del prisma {\displaystyle \alpha } e per l’angolo di deviazione minima {\displaystyle \delta {_{\min }}(\lambda )}, dall'Equazione 1 si ricavano i valori {\displaystyle n(\lambda )} per ciascuna delle righe analizzate dello spettro.

## Nella cultura di massa
Il prisma a base triangolare è il soggetto della copertina dell'album The Dark Side of the Moon dei Pink Floyd. Nella copertina è mostrato il raggio di luce che rimane bianco dopo la rifrazione all'interno del prisma, e solo a seguito della seconda rifrazione si osserva la dispersione che divide la luce bianca nello spettro visibile. Tale raffigurazione non è scientificamente corretta poiché la differenza nelle velocità delle diverse componenti spettrali causa una dispersione della luce già a seguito della prima rifrazione.